# HMS Londonderry (F108)
La HMS Londonderry (F108) de la Royal Navy fue una fragata de la clase Rothesay. Fue puesta en gradas en 1956, botada en 1958 y asignada en 1961. Fue descomisionada en 1984 y hundida como objetivo en 1989.

## Historia
La fragata Londonderry integró la clase Rothesay, ordenada en 1955, que comprendía a otras ocho unidades: Yarmouth, Lowestoft, Brighton, Rothesay, Falmouth, Berwick, Plymouth y Rhyl. Construida por J. Samuel White & Co. Ltd., fue puesta en gradas el 15 de noviembre de 1956, botada el 20 de mayo de 1958 y asignada el 18 de octubre de 1961.
La fragata tenía 2560 t de desplazamiento, 112,7 m de eslora, 12,5 m de manga y 3,9 m de calado; propulsión de dos turbinas de engranajes (potencia 30 000 shp, velocidad 29 nudos); 2 cañones de 40 mm, 1 mortero antisubmarino (1×3) y 12 tubos lanzatorpedos de 533 mm. A diferencia de sus hermanos, carecía del lanzador cuádruple de misiles antiaéreos Sea Cat y los dos cañones de 115 mm de calibre.
La fragata Londonderry causó baja en 1984 y fue hundida como barco objetivo cinco años más tarde.